# Вейн Песко
Вейн Песко (англ. Wayne Pascoe; нар. 19 квітня 1955) — колишній австралійський тенісист.
Найвищим досягненням на турнірах Великого шолома було 3 коло в парному розряді.

## Титули на челленджерах

### Парний розряд: (1)
| Ранг | Рік  | Турнір        | Покриття | Партнер          | Суперники                | Рахунок  |
| ---- | ---- | ------------- | -------- | ---------------- | ------------------------ | -------- |
| 1.   | 1981 | Токіо, Японія | Ґрунт    | Джон Фіцджеральд | Кліфф Летчер Воррен Маер | 6–1, 7–6 |